# Johan Lindström (volleybollspelare)
Johan Lindström, född 12 oktober 1972 på Åland, är en finländsk volleybollspelare som spelat flera säsonger i svenska Elitserien. 
Lindström har spelat i både det finska och i det svenska seriesystemet. Säsongerna 2000-2001 och 2001-2002 spelade Lindström med Uppsala VBS och blev då den andra åländska volleybollspelaren att spela i Svenska elitserien. Sin poängmässigt bästa prestation i en elitseriematch gjordes i elitmatchen mot Vingåkers VK i november 2001 då Lindström hade 32 poäng. Efter säsongerna i Uppsala började han spela med Sollentuna VK. Efter 4 säsonger blev Lindström även assisterande tränare för herrlaget under säsongen 2013-2014. Lindström har spelat ett 50-tal internationella volleybollmatcher. 

## Meriter
- Guld Island Games på Jersey 1997
- Guld Island Games på Gotland 1999
- Guld Island Games på Isle of Man 2001
- Brons Island Games på Guernsey 2003
- Brons GP 2008
- Silver SM 2008
- Guld J-SM (tränare) 2009
- Guld V-SM 2009
- Silver Island Games på Åland 2009
- Brons Elitserien 2010
- Silver GP 2011
- Guld Svenska Cupen 2011
- Guld Elitserien 2011
- Silver SM 2011
- Silver J-SM (tränare) 2011
- Guld V-SM 2011
- Brons Island Games på Isle of Wight 2011
- Guld J-SM (tränare) 2012
- Silver Island Games (spelande tränare) på Bermuda 2013